# Anna Cockrell
Anna Cockrell (San Ramon, 28 agosto 1997) è un'ostacolista e velocista statunitense.

## Carriera
A livello giovanile ha vinto il Mondiale under 20 di Bydgoszcz del 2016 nei 400 metri ostacoli e nella staffetta 4×400 metri.
Nel 2019 ha conquistato la medaglia d'argento nei 400 metri ostacoli ai Giochi panamericani di Lima, vincendo invece la prova della staffetta 4×400. L'8 agosto 2024, ai Giochi olimpici di Parigi, vince la medaglia d'argento nei 400 metri ostacoli, alle spalle della connazionale Sydney McLaughlin-Levrone.

## Palmarès
| Anno | Manifestazione      | Sede      | Evento   | Risultato | Prestazione | Note                                                                             |
| ---- | ------------------- | --------- | -------- | --------- | ----------- | -------------------------------------------------------------------------------- |
| 2016 | Mondiali under 20   | Bydgoszcz | 400 m hs | Oro       | 55"20       | Miglior prestazione personale                                                    |
| 2016 | Mondiali under 20   | Bydgoszcz | 4×400 m  | Oro       | 3'29"11     | Miglior prestazione personale · Miglior prestazione mondiale stagionale under 20 |
| 2019 | Giochi panamericani | Lima      | 400 m hs | Argento   | 55"50       |                                                                                  |
| 2019 | Giochi panamericani | Lima      | 4×400 m  | Oro       | 3'26"46     | Miglior prestazione personale stagionale                                         |
| 2021 | Giochi olimpici     | Tokyo     | 400 m hs | Finale    | dq          |                                                                                  |
| 2023 | Mondiali            | Budapest  | 400 m hs | 5ª        | 53"34       | Miglior prestazione personale                                                    |
| 2024 | Giochi olimpici     | Parigi    | 400 m hs | Argento   | 51"87       | Miglior prestazione personale                                                    |